# 帝国インキ製造
帝国インキ製造株式会社（ていこくインキせいぞう、Teikoku Printing Inks Mfg. Co., Ltd.）は、日本の化学メーカー。印刷用インキの製造販売及び印刷関連資機材の販売を基幹事業とする。

## 沿革
- 1895年 - 合資会社赤堀インキ製造所を創業
- 1918年 - 合資会社帝国インキ製造所と改称
- 1944年 - 澤登千明が帝国インキ製造所を買収
- 1961年 - 帝国インキ製造株式会社に改組
- 1973年 - 欧州最大のスクリーンインキメーカー　英国セリコールグループと提携、日本でのスクリーンインキの製造販売を開始
- 2004年 - 中国に彩皇（上海）精密化学有限公司を設立

## 製造所・工場
- 山梨工場（山梨県山梨市）
- 三鷹工場（東京都三鷹市）

## メディア放送・掲載
- 2017年5月21日 Story 〜長寿企業の知恵〜 #014 帝国インキ製造 3代目 澤登信成[1]